# Kawaii dake ja Nai Shikimori-san
Kawaii dake ja Nai Shikimori-san (可愛いだけじゃない式守さん) ist eine Mangareihe des Mangaka Keigo Maki, die in das Genre Romantische Komödie zu verorten ist und von 2019 bis 2023 beim Verlag Kodansha veröffentlicht wurde. Der Manga erfuhr eine Umsetzung als Anime-Fernsehserie, dessen erste Episode im April 2022 im japanischen Fernsehen ausgestrahlt wurde. International wurde der Manga und Anime unter dem Titel Shikimori’s Not Just a Cutie veröffentlicht.
Die Geschichte folgt dem Alltag der beiden Oberschüler Izumi und Shikimori, die ein Paar sind. Izumi, welcher scheinbar chronisch vom Pech verfolgt zu sein scheint, ist froh, mit Shikimori zusammen zu sein, da sie nicht nur eine süße, sondern auch eine coole Seite hat.

## Handlung
Izumi ist ein Oberschüler und in einer Beziehung mit Shikimori, einer Klassenkameradin, die aufgrund ihres süßen Aussehens von den übrigen Mitschülern vergöttert wird. Allerdings scheint Izumi vom Pech verfolgt zu sein: Bereits am ersten Schultag des zweiten Schuljahres wird er von einem kleinen Unglück ins nächste involviert. Doch Izumis Pechsträhne stört Shikimori nicht, im Gegenteil. Wenn Izumi in ihrer Anwesenheit aufgrund seines Pechs in Gefahr gerät, zeigt Shikimori ihre andere, coole Seite und beschützt ihren Freund vor jeder drohenden Gefahr. Izumi gewinnt durch die Unterstützung seiner Freundin endlich mehr Vertrauen in sein Schicksal und traut sich auch sonst mehr zu. Shikimori ist froh, einen so warmherzigen Freund gefunden zu haben, der auch die nicht so süße Seite an ihr mag. Ihren Alltag verleben die beiden oft mit ihren Freunden Inuzuka, Nekozaki und Hachimitsu.

## Charaktere
Shikimori (式守)
Eine süße Oberschülerin und Izumis Freundin. Wenn ihr Freund in Schwierigkeiten gerät, ändert sich ihr Charakter postwendend und rettet diesen mit ihren ausgezeichneten Reflexen aus jeder gefährlichen Situation. Von ihren Freundin wird sie oft mit Mi-chon (みっちょん Mitchon) angesprochen, während Izumis Eltern sie Mi-chan (みーちゃん Mi ̄-chan). Sie hat langes, hellpinkes Haar. Shikimori ist athletisch und wächst weiterhin über sich hinaus, wenn sie von Izumi angefeuert wird.
Izumi (和泉)
Shikimoris Freund. Er wird als fröhlich und freundlich beschrieben. Seit seiner Kindheit ist er allerdings vom Pech verfolgt. Izumi ist eher zurückhaltend und hofft, eines Tages genauso mutig wie seine Freundin zu werden. Er ist schlau und hat ein Talent für das Kochen.
Shu Inuzuka (犬束 秀, Inuzuka Shū)
Izumis aufgeweckter, bester Freund. Auch wenn er es mag, mit seinen Freunden herumzualbern, kann er es nicht leiden, wenn andere faulenzen. Shikimoris Freundinnen nennen ihn Inu (jap. für Hund).
Kyo Nekozaki (猫崎 享, Nekozaki Kyō)
Kyo ist neben Yui Shikimoris beste Freundin. Sie ist sportlich und sehr extrovertiert. Sie spielt im Volleyballklub der Schule.
Yui Hachimitsu (八満 結, Hachimitsu Yui)
Yui ist eine von Shikimoris besten Freundinnen. Sie ist von kleiner Statur und zeigt stets ein ausdrucksloses Gesicht. Yui beobachtet ihre Umgebung aufmerksam.
Kamiya (狼谷)
Kamiya ist die Starspielerin des Volleyballteams der Schule und bei ihren Mitschülern äußerst populär. Sie arbeitet außerdem mit Izumi im Komitee der Schulbücherei. Kamiya mag Izumi sehr und ist traurig, als sie erfährt, in welcher Beziehung er zu Shikimori steht.

## Medien

### Web-Manga und Manga
Keigo Maki startete die Mangareihe im Februar 2019 und erschien zunächst auf der Website und App Magazine Pocket des japanischen Verlegers Kodansha. Bis März 2022 wurde die Serie in zwölf Bänden im Tankōbon-Format zusammengefasst. Im Januar 2023 wurde bekannt, dass sich der Manga in der finalen Handlungsphase befinde und demnächst abgeschlossen werde. Wenige Wochen später wurde verkündet, dass die Reihe mit Herausgabe des 20. Bandes, die zusammen mit Band 19 am 7. April 2023 erscheint, beendet ist. Am 18. Februar 2023 wurde das letzte Kapitel des Mangas auf der Website Magazine Pocket veröffentlicht.
Im Oktober 2022 wurde angekündigt, dass der Manga beim Verlag Manga Cult in deutscher Sprache erscheint. Die Übersetzung von Stefanie Probst startete im Juli 2023 und umfasst bisher 13 Bände (Stand Juni 2025). Eine englischsprachige Version des Mangas erscheint bei Kodansha USA. Edizioni Star Comics bringt die Serie auf Italienisch heraus.
| Band | Inhalt                                       | Veröffentlichung (Japan) | ISBN (Japan)            |
| ---- | -------------------------------------------- | ------------------------ | ----------------------- |
| 1    | Kapitel 1–16, 13.5 und eine Bonusgeschichte. | 07. Juni 2019            | ISBN 978-4-06-516223-1. |
| 2    | Kapitel 17–26 und zwei Bonusgeschichten      | 09. Sep. 2019            | ISBN 978-4-06-516891-2. |
| 3    | Kapitel 27–37 und eine Bonusgeschichte       | 09. Dez. 2019            | ISBN 978-4-06-518339-7. |
| 4    | Kapitel 38–45, 45.5 und eine Bonusgeschichte | 09. März 2020            | ISBN 978-4-06-518777-7. |
| 5    | Kapitel 46–55 und eine Bonusgeschichte       | 09. Juni 2020            | ISBN 978-4-06-519740-0. |
| 6    | Kapitel 56–65 und eine Bonusgeschichte       | 09. Okt. 2020            | ISBN 978-4-06-521020-8. |
| 7    | Kapitel 66–74 und eine Bonusgeschichte       | 08. Jan. 2021            | ISBN 978-4-06-522032-0. |
| 8    | Kapitel 75–83 und eine Bonusgeschichte       | 09. Apr. 2021            | ISBN 978-4-06-522880-7. |
| 9    | Kapitel 84–92 und eine Bonusgeschichte       | 09. Juli 2021            | ISBN 978-4-06-524019-9. |
| 10   | Kapitel 93–99 und eine Bonusgeschichte       | 08. Okt. 2021            | ISBN 978-4-06-525745-6. |
| 11   | Kapitel 100–107 und eine Bonusgeschichte     | 07. Jan. 2022            | ISBN 978-4-06-526594-9. |
| 12   | Kapitel 108–115 und eine Bonusgeschichte     | 09. März 2022            | ISBN 978-4-06-527271-8. |
| 13   | Kapitel 116–123 und eine Bonusgeschichte     | 09. Mai 2022             | ISBN 978-4-06-527850-5. |
| 14   | Kapitel 124–130 und eine Bonusgeschichte     | 08. Juli 2022            | ISBN 978-4-06-528383-7. |
| 15   | Kapitel 131–138 und eine Bonusgeschichte     | 07. Okt. 2022            | ISBN 978-4-06-528383-7. |
| 16   | Kapitel 139–147 und eine Bonusgeschichte     | 09. Dez. 2022            | ISBN 978-4-06-529948-7. |
| 17   | Kapitel 148–156 und eine Bonusgeschichte     | 09. Feb. 2023            | ISBN 978-4-06-530330-6. |
| 18   | Kapitel 157–166 und eine Bonusgeschichte     | 09. Feb. 2023            | ISBN 978-4-06-530742-7. |
| 19   | Kapitel 167–174 und eine Bonusgeschichte     | 07. Apr. 2023            | ISBN 978-4-06-531347-3. |
| 20   | Kapitel 175–178 und drei Bonusgeschichten    | 07. Apr. 2023            | ISBN 978-4-06-531348-0. |

### Anime-Fernsehserie
Am 1. Januar 2021 wurde angekündigt, dass Kawaii dake ja Nai Shikimori-san eine Umsetzung als Anime-Fernsehserie erhalten werde, ohne aber weitere Details zu nennen. Erst im Oktober gleichen Jahres wurde bekannt, dass der Anime unter der Regie von Ryota Itoh im Animationsstudio Dōga Kōbō entstand. Für das Drehbuch zeigte sich Yoshimi Narita verantwortlich während Ai Kikuchi das Charakterdesign entwarf. Zudem wurde der Ausstrahlungszeitraum für April 2022 angekündigt. Die Serienmusik stammt aus der Feder von Hiroaki Tsutsumi. Das Lied im Vorspann heißt Honey Jet Coaster und wird von Nasuo☆ gesungen, welche damit ihren Einstieg in die Anime-Branche feiert. Das Abspannlied, Route BLUE, wird von Yuki Nakashima interpretiert.
Bereits im November 2021 kündigte Crunchyroll an, die Serie im Simulcast zu zeigen, darunter auch mit deutschen Untertiteln. Im April 2022 wurde angekündigt, dass der Anime eine deutsch- und englischsprachige Synchronisation erhalten werde. Auch spanische und portugiesische Synchronfassungen wurden produziert. Die Ausstrahlung der ersten Episode sollte ursprünglich am 2. April 2022 erfolgen, wurde aber aus programmtechnischen Gründen um eine Woche verschoben. Aufgrund eines COVID-19-Ausbruchs innerhalb des Produktionsteams und der damit verbundenen zwischenzeitlichen Schließung des Animationsstudios wurde angekündigt, dass sich die Ausstrahlung der kommenden Episoden verzögern könnten. Nicht erkrankte Mitarbeiter arbeiteten in Zweierteams an den weiteren Episoden der Serie, sodass die Produktion teilweise aufrechterhalten werden konnte. Im Mai wurde bekannt, dass sich auch die Ausstrahlung der 7. und 9. Episode infolge des COVID-19-Ausbruchs verzögert. Die Serie umfasst zwölf Episoden, die letzte wurde am 10. Juli 2022 veröffentlicht.

### Synchronisation
| Rolle          | Japanische Stimme (Seiyū) | Deutsche Stimme    |
| -------------- | ------------------------- | ------------------ |
| Shikimori      | Saori Ōnishi              | Jodie Blank        |
| Izumi          | Shūichirō Umeda           | Vincent Borko      |
| Shu Inuzuka    | Nobuhiko Okamoto          | Sebastian Kluckert |
| Kyo Nekozaki   | Misato Matsuoka           | Franziska Trunte   |
| Yui Hachimitsu | Rina Hidaka               | Johanna Schmoll    |
| Kamiya         | Ayaka Fukuhara            | Liza Simmerlein    |

## Rezeption
Der Manga erreichte im Jahr 2020 den fünften Platz bei den Tsugi ni Kuru Web Manga Awards. Bei den vierten Tsutaya Comic Awards landete das Werk auf Platz neun. Laut einem Artikel des japanischen Musikunternehmens Oricon verkaufte sich die Mangareihe bis Oktober 2020 rund 1,4 Millionen Mal alleine in Japan. Dabei musste der erste Band nachgedruckt werden. Im Mai 2022 waren ca. dreieinhalb Millionen Einheiten im Umlauf, wobei die Zahlen für digitale Käufe berücksichtigt wurden.
Der erste Band der englischsprachigen Version des Mangas wurde von der ANN-Redaktion mit gemischten Kritiken versehen. Während Rebecca Silverman die Ausgangslage und das Setting aufgrund der stetig wiederholenden Elemente als langweilig empfand, zeigte sich Caitlin Moore von dem Konzept angetan. Positiv hob Moore zudem den „Rollentausch“ der beiden Hauptcharaktere hervor.
Die erste Episode des Anime wurde von der Redaktion von Anime News Network gemischt bis positiv wahrgenommen. Während das Setting und der Humor meist positiv bewertet wurde, beschrieb Nicholas Dupree, welcher die schlechteste Bewertung hinterließ, diesen als Konzepthumor, welcher allerdings stets zur falschen Zeit ansetze. Dieser sieht Shikimoris-san als schwächster Romcom-Anime der laufenden Saison, der trotz guter Produktion nicht anderen Werken des Genres mithalten könne.